# كيت غارفي
كيت غارفي (بالإنجليزية: Kate Garvey)‏ هي مسيرة أعمال بريطانية، ولدت في عقد 1970.